# リマックス
株式会社リマックス（英: REMAX Inc.）は、日本の声優・タレント事務所。日本芸能マネージメント事業者協会・日本声優事業社協議会会員。

## 概要
1997年、賢プロダクションから独立したマネージャーが設立した。現在代表の安部孝が、設立当初の1997年から2006年まで代表を務めた。2006年から2021年までは髙山久子（高乃麗）が代表。
タレントのマネージメントの他、アニメ・ゲームなどの音響制作、各種メディアコンテンツにおけるキャスティング、撮影コーディネートなど、事業内容は多岐に渡っている。

## 所属声優
2025年4月時点。

### 男性
| あ行 - 綾瀬貴尋 - 安齋龍太 - 伊坂秋之介 - 石井真 - 石狩勇気 - 井上文彦 - 入江直樹 - 上野翔 か行 - 川端快彰 - 木梨成之 - 児玉卓也 - 小柳基 | さ行 - 櫻井慎也 - 佐原誠 - 篠原孝太朗 - 柴田あいばん た行 - 泰勇気 - 鶴岡聡 - 手塚ヒロミチ - 豊島修平 な行 - 中村和正 - 西垣俊作 - 根津大輔 - 野坂尚也 | は行 - 濱本大史 - 上別府仁資 - 福永和也 ま行 - 前田啓太 - 間瀬愛季 - 松重慎 - 室元気 - 森永翼 や行 - 山口令悟 わ行 - 綿貫竜之介 |

### 女性
| あ行 - 天音ゆかり - 綾城実優 - 有岡みなみ - 井澤美香子 - 内野恵理子 - 大久保藍子 - 大津愛理 - 大月玲奈 - 岡崎未来 - 小倉弥優 - 折原くるみ か行 - 河実里夏 - 菊池志穂 - 栗田かおり - 黒川万由美 - このみまこ - 小林未苑 - 古村澪 - 近藤佳奈子 | さ行 - 佐倉薫 - 新谷良子 - 鈴木秀香 た行 - 高乃麗 - 筒井かんな - 鳥越まあや な行 - 長島光那 - 仲村かおり - 野椛ゆうか は行 - 蓮田美紀 - 廣川裕希 - 渕崎ゆり子 - 堀場美希 - 本名陽子 | ま行 - 孫﨑純 - 松村夏紀 - 三浦冴子 - 水野なみ - 三輪夏紀 や行 - 八百屋杏 - 安原麗子 - 山咲あいみ - 悠月春乃 わ行 - 渡谷美帆 |

### 預かり声優
| 男性 - 風戸陽太 - 郡司翔偉 - 越川瑞樹 - 滝澤亮輔 - 原野進平 - 深澤宏允 - 星野尚之 - 本田峻也 - 松野孔洋 - 森勇人 - 吉田寛人 | 女性 - 荒金いつき - 小笹音乃 - 織本伊央 - 樫本春香 - 島田奈歩 - 月城美菜 - 花添礼奈 - 船橋舞 - 宝泉多映 - まちだ侑子 - 柳坂美羽 - 弓木あやな |

### 業務提携声優
- 園崎未恵（2019年4月に正所属から変更）
- 椎名琴音
- もものはるな

## かつて所属していた声優・タレント

### 男性
- 内田直哉[1]（現所属：大沢事務所）
- 大橋勇人（現所属：ネクシード）
- 緒方文興（フリー）
- 小野健一[2]（現所属：Rush Style）
- キートン山田（引退）
- 近藤広務[3]
- 鉄平
- そのだやすたか[1]（現所属：スターライズ）
- 西谷修一（引退[4]）
- 堀圭一郎[1]
- 望月英[5]（フリー）

### 女性
- 幸田直子（現所属：クレイジーボックス）
- 小杉ゆう子
- 小日向みわ（フリー）
- 齋藤彩夏（現所属：青二プロダクション）
- 澤乃彩[1]
- 島涼香[1]（アプトプロ退所後引退）
- 鷲見友美ジェナ（フリー）
- 田嶌紗蘭（現所属：mitt management）
- 辻野悦子
- 新田綾香
- 長浜満里子
- 西真凛
- 埴岡由紀子[6]（現所属：マリエ・エンタープライズ）
- 春木のり（引退)
- 美幸キャスリーン
- 八巻アンナ（現所属：mitt management）
- 山野もも
- 結木梢（フリー）